# Scarlet Diva
Scarlet Diva is een Italiaanse film uit 2000 geregisseerd door actrice Asia Argento en de film is ook haar regiedebuut.

## Verhaal
Scarlet Diva is een semiautobiografische film over het leven van de Italiaanse actrice en regisseuse Asia Argento. Een zelfdestructieve piek in Anna Batista (Argento) trekt haar steeds verder mee in de drugs, seks en andere uitingen. Om dit verval te weerstaan, probeert ze haar creatieve kant te stimuleren door een filmregisseur te worden. Batista's poging om haar droom te verwerkelijken wordt tegengehouden door haar verlangens en de ongeïnteresseerde reacties van haar omgeving. Batista gaat naar LA om haar verhaal op het witte doek te krijgen en ontmoet een obscure filmproducent (gebaseerd op Harvey Weinstein). Ze wordt verliefd op een onverschillige Australische rockster (Jean Shepard) en raakt later zwanger van hem. Helaas blijft ze terugvallen in een negatieve spiraal door het drugsgebruik om zichzelf beter te voelen.

## Rolverdeling
| Acteur            | Personage            |
| ----------------- | -------------------- |
| Asia Argento      | Anna Battista        |
| Gloria Pirrocco   | Jonge Anna           |
| Jean Shepard      | Kirk Vaines          |
| Herbert Fritsch   | Aaron Ulrich         |
| Francesca d'Aloja | Margherita           |
| Vera Gemma        | Veronica Lanza       |
| Daria Nicolodi    | Anna's moeder        |
| Selen             | Quelou               |
| Leo Gullotta      | Dr. Vessi            |
| Joe Coleman       | Mr. Paar             |
| Justinian Kfoury  | J-Bird               |
| Schoolly D        | Hash-Man             |
| Leonardo Servadio | Jonge Alioscia       |
| Paolo Bonacelli   | Zwitserse journalist |